# Герц (лунный кратер)
Кратер Герц (лат. Hertz) — древний большой ударный кратер в экваториальной области обратной стороны Луны. Название присвоено в честь немецкого физика Генриха Рудольфа Герца (1857—1894) и утверждено Международным астрономическим союзом в 1961 г. Образование кратера относится к нектарскому периоду.

## Описание кратера
Ближайшими соседями кратера являются кратер Гинцель на западе; кратер Мебиус на северо-западе; кратер Флеминг на северо-востоке; кратер Аль-Хорезми на юге-юго-востоке; кратер Моисеев на юге-юго-западе; а также кратер Дрейер на юго-западе. На западе от кратера Герц находится Море Краевое, на северо-западе цепочка кратеров Дзевульского. Селенографические координаты центра кратера 13°19′ с. ш. 104°34′ в. д. / 13,32° с. ш. 104,56° в. д., диаметр 82,9 км, глубина 2,8 км.
Кратер значительно разрушен за длительное время своего существования, вал имеет широкий внутренний склон, северную часть вала перекрывает приметный грушевидный кратер. Средняя высота вала кратера над окружающей местностью 1420 м, объём кратера составляет приблизительно 7 800 км³. Дно чаши кратера сравнительно ровное и плоское, с небольшим центральным хребтом смещённым к юго-западу от центра чаши.

## Сателлитные кратеры
Отсутствуют.